# Михавко Тарас Васильович
Тарас Васильович Михавко (нар. 30 травня 2005, Доброгостів, Львівська область, Україна) — український футболіст, центральний захисник «Динамо» (Київ). Бронзовий призер юнацького чемпіонату Європи 2024 у складі збірної України U-19.

## Клубна кар'єра
Уродженець села Доброгостів Дрогобицького району Львівської області. Є вихованцем «Скали» (Моршин). Після сезону 2018/19 в ДЮФЛУ у складі «Скали» U-14 (25 матчів, 2 голи) потрапив до системи «Львова», де відіграв ще три роки в ДЮФЛУ (40 матчів, 5 голів) і влітку 2022 року перебрався до команди U-19 (27 матчів, 2 голи в сезоні 2022/23).
У травні 2023 року головний тренер першої команди Анатолій Безсмертний надав можливість перевірити свої сили на рівні УПЛ у першій команді «Львова» групі футболістів команди U-19, оскільки команда достроково втратила шанси на збереження прописки і втратила ряд гравців. Дебютував у Прем'єр-лізі 21 травня у віці 17 років та 355 днів, вийшов на заміну у грі проти львівського «Руху» (0:2). В наступному турі, 25 травня з «Чорноморцем», Михавко отримав місце в стартовому складі і став наймолодшим футболістом «Львова» в сезоні 2022/23, якому показали жовту картку (17 років 359 днів). Загалом до кінця сезону зіграв 4 матчі у чемпіонаті.
В липні 2023 року разом із одноклубником Владиславом Геричем перейшли в «Динамо» (Київ), де стали виступати за юнацьку команду.

## Статистика виступів

### Клубна статистика
Станом на 24 травня 2025 року
| Сезон             | Команда           | Чемпіонат         | Чемпіонат | Чемпіонат | Кубок | Кубок | Кубок | Єврокубки | Єврокубки | Єврокубки | Інші кубки | Інші кубки | Інші кубки | Всього | Всього |
| Сезон             | Команда           | Змаг.             | Матчі     | Голи      | Змаг. | Матчі | Голи  | Змаг.     | Матчі     | Голи      | Змаг.      | Матчі      | Голи       | Матчі  | Голи   |
| ----------------- | ----------------- | ----------------- | --------- | --------- | ----- | ----- | ----- | --------- | --------- | --------- | ---------- | ---------- | ---------- | ------ | ------ |
| 2022–23           | «Львів»           | УПЛ               | 4         | 0         |       | -     | -     |           | —         | —         |            | -          | -          | 4      | 0      |
| 2023–24           | «Динамо»          | УПЛ               | 8         | 0         | КУ    | 0     | 0     | ЛК        | 0         | 0         |            | -          | -          | 8      | 0      |
| 2024–25           | «Динамо»          | УПЛ               | 26        | 1         | КУ    | 2     | 0     | ЛЧ+ЛЄ     | 4+7       | 0         | —          | —          | —          | 39     | 1      |
| Всього в «Динамо» | Всього в «Динамо» | Всього в «Динамо» | 34        | 1         |       | 2     | 0     |           | 11        | 0         |            | —          | —          | 47     | 1      |
| Всього за кар'єру | Всього за кар'єру | Всього за кар'єру | 38        | 1         |       | 2     | 0     |           | 11        | 0         |            | —          | —          | 51     | 1      |

## Досягнення

### Командні
«Динамо»:
 Чемпіон України: 2025
 Юнацька збірна України (U-19):
 Бронзовий призер юнацького чемпіонату Європи: 2024

### Особисті
- Найкращий український футболіст року (U19): 2024 [4]